# Libor Gerčák
Libor Gerčák (* 22. července 1975) je český profesionální futsalista, který hraje na pozici brankáře za český klub 1. FC Nejzbach Vysoké Mýto. Mezi lety 2003 a 2021 nasbíral 175 startů za Českou futsalovou reprezentaci.

## Futsalová klubová kariéra

### 1. FC Nejzbach Vysoké Mýto

#### 2002/2003
Svoji futsalovou kariéru započal Gerčák ve 27 letech ve Vysokém Mýtě před sezónou 2002/2003. V tomto období prožíval Nejzbach nejúspěšnější éru ve své historii, když ve čtyřech po sobě jdoucích sezónách získal tři stříbrné medaile (1998/1999, 1999/2000 a 2001/2002). Hned v první sezóně ve své futsalové kariéře pak Gerčák pomohl vysokomýtskému klubu k největšímu úspěchu v jeho historii, když Nejzbach ve finále ročníku 2002/2003 porazil Megas Frenštát pod Radhoštěm 2:1 na zápasy a stal se mistrem 1. české futsalové ligy.

#### 2003 – 2006
V první potitulové sezóně (2003/2004) skončil Nejzbach 2. po základní části a v semifinále podlehl pozdějším mistrům z Chrudimi. V další sezóně (2004/2005) Gerčák pomohl Vysokému Mýtu k vítězství v základní části, v semifinále ale opět jeho klub podlehl Chrudimi.
Na konci ročníku 2005/2006 však čtvrtou ligovou medaili v řadě nepřidal, Nejzbach totiž ve čtvrtfinále podlehl Viktorii Žižkov. V prosinci 2006 získal Gerčák svoji druhou trofej ve vysokomýtských barvách, když Nejzbach ve finále Poháru porazil druholigový Mělník 6:1.

#### 2007 – 2018
V následujících 12 ročnících Gerčák Nejzbachu pomohl k 5 postupům do semifinále, včetně ročníku 2009/10, ve kterém Vysoké Mýto vybojovalo bronzové medaile.
Své sedmnáctileté angažmá v Nejzbachu Gerčák ukončil poté, co se Vysoké Mýto z finančních důvodů nepřihlásilo do VARTA futsal liga 2018/2019.

### AC Sparta Praha
Dne 25. června 2018 se Gerčák přesunul do pražské Sparty.
Hned ve své první sezóně na Spartě postoupil do finále domácího poháru, ve kterém Sparta podlehla 2:3 Chrudimi. Ke 2. místu z poháru přidal Gerčák na konci ročníku svůj druhý ligový titul v kariéře, když odchytal všech 10 utkání Sparty ve vyřazovacích bojích, včetně finále proti Teplicím, ve kterém inkasoval pouze jednu branku a pomohl Spartě k vítězství 3:0 na zápasy.
V následujícím ročníku (2019/2020) se sice Gerčák stal vítězem poháru, v brance Sparty však po celou sezónu dostával přednost jeho kolega Ondřej Vahala. Libor v základní části odchytal pouze 5 utkání a v létě 2020 přestoupil zpět do Vysokého Mýta.

### 1. FC Nejzbach Vysoké Mýto

#### AC Sparta Praha
Vzhledem k opatřením týkajících se pandemie covidu-19 nebylo možno odehrát druholigový ročník 2020/21, a tak Nejzbach na začátku ledna uvolnil Gerčáka na hostování do pražské Sparty. Zde Libor odehrál 17 utkání základní části a dalších 5 přidal při čtvrtfinálové porážce 2:3 na zápasy proti Slavii.

#### 2021/2022
Před druholigovým ročníkem 2021/22 se Gerčák po třech letech definitivně vrátil do Vysokého Mýta. Za Nejzbach odchytal 20 utkání základní části, ve kterých vstřelil 1 branku. 

### FK Chrudim
V březnu 2022 z Vysokého Mýta přestoupil do Chrudimi, kde byl oznámen jako posila pro nadcházející vyřazovací boje. V play-off zasáhl celkem do 7 utkání, včetně 4. zápasu finálové série proti Plzni, kdy v průběhu penaltového rozstřelu v brance vystřídal svého kolegu Dudu, následně vychytal 2 penalty a tím rozhodl o 15. mistrovském titulu pro chrudimský futsal.

### 1. FC Nejzbach Vysoké Mýto

#### 2022/2023
Po play-off 2022 se Gerčák vrátil zpět do Vysokého Mýta, kde během základní části ročníku 2022/23 odchytal 18 utkání, ve kterých si připsal 8 kanadských bodů za 2 branky a 6 asistencí. Nejzbach však ve 22 utkáních základní části získal pouze 11 bodů a po roce opět sestoupil do 2. ligy.

#### FK Chrudim
Také před vyřazovacími boji 2023 posílil Gerčák FK Chrudim. Libor zasáhl do všech 3 utkání finálové série, ve které však Chrudim poměrem 0:3 na zápasy nestačila na Plzeň a 16. mistrovský titul tak nepřidala.

#### 2023 –
Před ročníkem 2023/24 se Gerčák definitivně vrátil do branky Vysokého Mýta. Za Nejzbach odchytal 15 utkání základní části druhé ligy a pomohl klubu jak k postupu zpět do nejvyšší soutěže, tak k vítězství v druholigovém Superpoháru.
V sezóně 2024/25 Gerčák odchytal 19 utkání základní části 1. FUTSAL ligy, ke kterým přidal 2 starty v baráži a přispěl tak k udržení se v nejvyšší soutěži i pro následující ročník.

## Futsalová reprezentační kariéra
Gerčák v české reprezentaci debutoval roku 2003, tedy v ročníku kdy započal svoji futsalovou kariéru.
Roku 2010 se podílel na zisku bronzových medailí z mistrovství Evropy.
V letech 2008 a 2012 se účastnil dvou mistrovství světa. V roce 2008 spolu s týmem nepostoupil ze základní skupiny, o 4 roky později skončil v osmifinále.
V roce 2014 získal stříbrnou medaili z Kontinentálního poháru, ke které roku 2018 přidal také stříbrnou medaili z futsalové Grand Prix.
Dne 6. března 2021 překonal Gerčák svým 169. startem za reprezentaci dosavadní rekord Martina Dlouhého.  O 9 měsíců později, 12. prosince 2021, Gerčák svoji reprezentační kariéru, ve které zasáhl do 175 utkání a vstřelil 5 branek, ukončil.

## Fotbalová kariéra
S fotbalem začínal Gerčák ve Vrchlabí. Odtud v roce 1993 přestoupil do Chlumce nad Cidlinou.
Z Chlumce nad Cidlinou se přesunul do SK Pardubice, za které v sezónách 1995/1996 a 1996/1997 odchytal 8 utkání ve 2. české fotbalové lize.
Po konci v Pardubicích mezi lety 1998 a 2000 chytal v Týništi nad Orlicí. V srpnu 2000 zamířil do organizace FK Spartak Choceň, ve které strávil 24 let. Odtud před ročníkem 2024/2025 zamířil do TJ Sokol Sruby.